# Stockerau
Stockerau è un comune austriaco di 16 444 abitanti nel distretto di Korneuburg, in Bassa Austria, del quale è centro maggiore; ha lo status di città (Stadtgemeinde). Viene considerato luogo di martirio di san Colmano di Stockerau.

## Geografia
Le comuni catastali sono Oberzögersdorf, Stockerau e Unterzögersdorf.